# Dimitri Kiernan
 (mars 2012).
Si vous disposez d'ouvrages ou d'articles de référence ou si vous connaissez des sites web de qualité traitant du thème abordé ici, merci de compléter l'article en donnant les références utiles à sa vérifiabilité et en les liant à la section « Notes et références ».
Pour les articles homonymes, voir Kiernan.
Dimitri Kiernan est un joueur de football américain français évoluant au poste de running back.

## Carrière
Il commence sa carrière en évoluant au Rouge et Or de l'Université Laval de Québec (ville). où il évoluait au poste de running-back.
En 2002, il fut nommé dans l'équipe étoile Québec du championnat universitaire provincial.
Il continue sa carrière en tant que coach aux Carabins de l'Université de Montréal où il occupe le poste instructeur adjoint des unités spéciales.
Il passe par la suite par les Black Panthers de Thonon, club élite de première division française, tout en étant également coach de la section cadet du même club.
Kiernan a aussi joué pour l'équipe de France de football américain.